# Passion (film 2012)
Passion è un film del 2012 diretto da Brian De Palma.
La pellicola è il remake del film francese Crime d'amour del 2010 diretto da Alain Corneau. Il film è stato in concorso alla 69ª Mostra internazionale d'arte cinematografica di Venezia.

## Trama
Christine ed Isabelle lavorano insieme nel settore pubblicitario e vanno piuttosto d’accordo ed anzi Christine manifesta anche sentimenti verso Isabelle oltre che commuoverla su come da bambine aveva causato la morte della sorella gemella. Christine è però anche una donna arrivista, manipolatrice e che cambia partner a suo piacimento, mentre Isabelle invece è più timida e talentuosa. Christine, per ottenere una promozione, non si fa problemi a rubare un’idea a Isabelle, che inizialmente accetta passivamente la situazione salvo reagire sotto input di Dani, innamorata di lei, caricando in rete un video pubblicitario che aveva creato e ribaltando la situazione a suo vantaggio. Christine per cercare di screditare l’ex amica, accede furtivamente sul pc di Isabelle per mandarsi una mail minatoria e usarla per ricattarla, assieme ad un video amatoriale in cui Isabelle fa l’amore con Dirk, amante di entrambe. Inoltre durante un party Christine prende palesemente in giro Isabelle mostrando un video in cui la donna, molto turbata, sbatte violentemente mentre esce dal parcheggio. Anche Dani e Dirk hanno dei contrasti con Christine, la prima sta per essere licenziata, il suo secondo ha sottratto dei soldi alla compagnia e Christine, amante anche dell’uomo, non vuole più coprirla. Dopo la festa Christine viene assassinata e i sospetti ricadono su Isabelle, che in evidente stato confusionale dovuto ai sonniferi presi, confessa addirittura l’omicidio. Inoltre la polizia è in possesso della mail di minacce e di un pezzo insanguinato della sciarpa di Isabelle, nelle mani della vittima.
Isabelle, tornata in se’, ritratta e fornisce anche un alibi per la serata, avendo assistito ad un balletto a teatro. L’alibi viene confermato e seppure il teatro non era molto lontano da casa di Christine, Isabelle viene rilasciata per mancanza di prove, allorché, grazie a Dani, viene ritrovata anche la sciarpa intatta di Isabelle, che era scivolata dietro un mobile e poi lavata dalla cameriera. 
Il primo sospettato diviene così Dirk, in quanto durante la perquisizione dell’appartamento di Isabelle, era stato ritrovato il documento che dimostrava le sottrazioni effettuate alla compagnia e coperte da Christine.
Rimaste da sole a casa con Isabelle, Dani ha finalmente l’occasione per dichiararsi ma viene respinta ed ecco che viene fuori la verità.
Isabelle è realmente l’assassina, aveva preso dei davanti a tutti dei falsi sonniferi che però le erano caduti e recuperati da Dani,  che ne aveva appurato la falsità e iniziato a seguirla. Isabella si era recata a teatro, creato l’occasione per farsi riconoscere, si era allontanata per uccidere Christine, messo il pezzo di sciarpa insanguinato nelle sue mani, nascosto la sciarpa intatta (precedemente acquistato) e iniziato la pantomima della falsa confessione. Dani ha raccolto tutte le prove con un video e salvato su un cellulare usa e getta, collegato all’ispettore Boch, a cui verrà inviato tutto se Isabelle non le si concederà, cosa a cui quindi la donna non può sottrarsi. 
Le due iniziano una relazione forzosa e si recano al funerale di Christine, dove è presente anche la sorella gemella, dunque realmente esistente (Dirk sosteneva che era una invenzione) e ancora viva.
Qualche sera dopo Isabelle sente suonare un cellulare, lo trova ed è quello usa e getta che la ricatta. Accorre Dani e le due ingaggiano una lotta che vede Dani soccombere e morire per soffocamento, non prima di aver inviato cliccando col piede tutto il materiale all’ispettore Boch. Come ultima scena Isabelle ha un incubo in cui viene uccisa dalla sorella gemella di Christine.

## Produzione
Il film ha un budget di circa 30 milioni di dollari. Le riprese del film sono iniziate il 5 marzo e sono terminate il 5 maggio, 2012, e si sono svolte interamente a Berlino (Germania).

## Distribuzione
Il primo trailer del film è stato distribuito online il 24 agosto, 2012.
Nel settembre 2012 il film è stato presentato in concorso alla 69ª Mostra di Venezia, senza ricevere alcun riconoscimento, e al Toronto International Film Festival. La pellicola è uscita nelle sale cinematografiche francesi il 13 febbraio 2013 ed in quelle tedesche il 2 maggio.